# Thaine Carter
Thaine Carter (Nanaimo, 19 maggio 1987) è un ex giocatore di football americano canadese, che ha giocato come linebacker.
Dopo aver giocato per la squadra universitaria canadese dei Queen's Golden Gaels è selezionato al sesto giro Draft CFL 2009 con la 45ª scelta dagli Winnipeg Blue Bombers.